# Vladislav Vladislavovič Gorodeckij

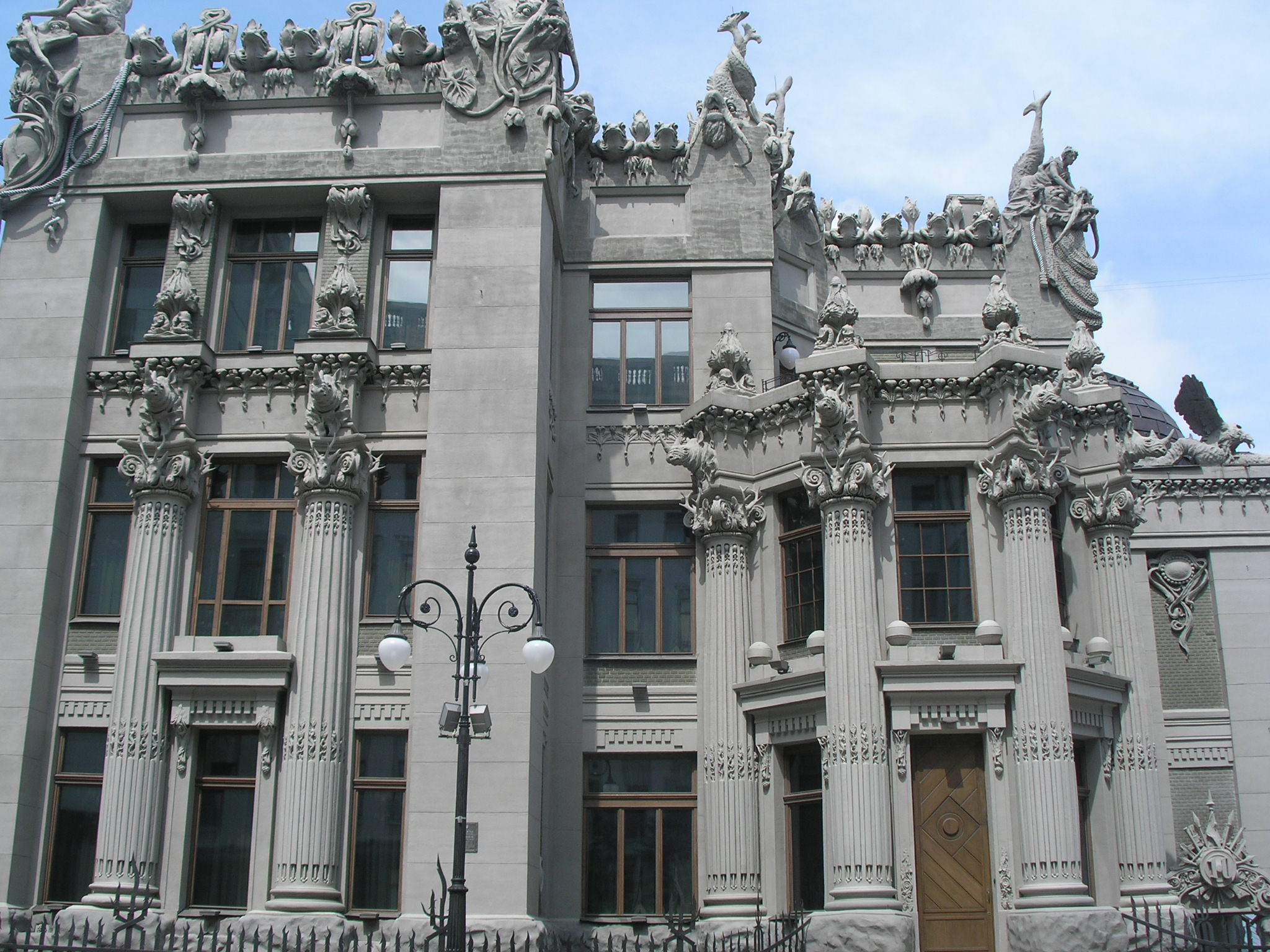
Facciata frontale della Casa delle Chimere, una delle sue opere più celebri

Władysław Horodecki (in russo Владислав Владиславович Городецкий?; in ucraino Лешко Дезидерій Владислав Городецький?, Leško Dezyderij Vladyslav Horodec'kyj; Šolud'ky, 23 maggio 1863 – Teheran, 3 gennaio 1930) fu un rinomato architetto polacco, nato sotto il dominio dell'Impero russo, che contribuì a vari livelli (sviluppo urbanistico, realizzazione di edifici pubblici e privati, consulenza e innovazioni progettuali) alla configurazione del volto odierno della città di Kiev. È ricordato anche come un appassionato di caccia grossa.

## Biografia

Stemma della famiglia Kornic

### Ucraina

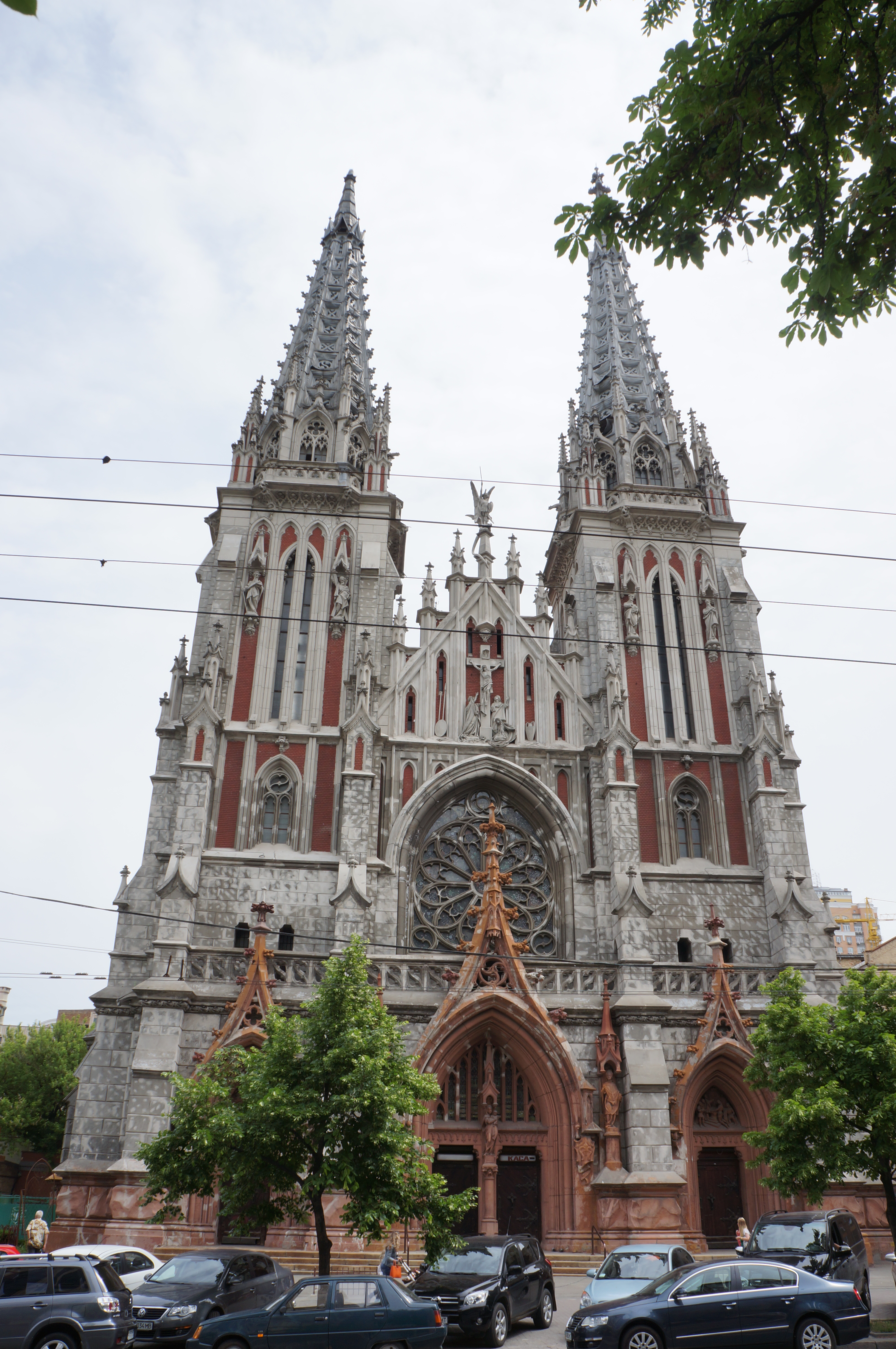
Cattedrale cattolica di San Nicola a Kiev

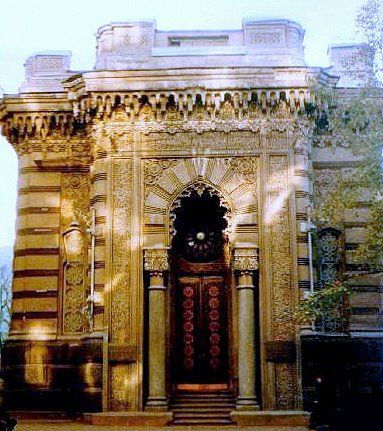
Sinagoga caraita di Kiev

Nacque in una nobile famiglia polacca, ramo della linea Kornic, nel villaggio di Šolud'ky (Szołudki, oggi comune rurale di Muchivtsi, Distretto di Nemyriv, Oblast' di Vinnycja). I suoi antenati erano grandi proprietari terrieri nella regione Podolia. Gorodeckij conseguì il titolo nel 1890 presso l'Accademia Imperiale delle Belle Arti di San Pietroburgo, concludendo lo stesso anno il suo percorso di studi alla Realschule di Odessa. Dopodiché Gorodeckij si trasferì a Kiev, città in cui visse per quasi 30 anni.

### Polonia
Quando la Polonia riacquistò la sua indipendenza a seguito della guerra sovietico-polacca, nel 1920 emigrò a Varsavia. Qui divenne capo di una società di progettazione statunitense, la Henry Ulan & Co. Con i suoi lavori furono portati a termine una torre d'acqua a Piotrków Trybunalski (oggi nel Voivodato di Łódź), un mattatoio comunale a Lublino, una casa di cura termale a Zgierz, un edificio del casinò di Otwock.

### Persia
Nel 1928, su invito della stessa società, Gorodeckij si trasferì a Teheran dove divenne architetto capo incaricato dal "Sindacato per la progettazione delle ferrovie persiane". Nel 1930 morì. Fu sepolto nella parte cattolica del cimitero "Doulab" nella capitale. Il suo epitaffio, scritto in polacco recita Profesor architektury. Niech mu obca ziemia będzie lekka (traduzione letterale "Professore di architettura. La terra straniera sarà luce per lui").

## Opere
Uno dei suoi lavori fu la ricostruzione della sala del Teatro Nazionale Ivan Franko a Kiev.